# Houdeng-Aimeries
Houdeng-Aimeries est une section de la ville belge de La Louvière, située en Wallonie dans la province de Hainaut.
C'était une commune à part entière avant la fusion des communes de 1977.

## Étymologie
Voir Houdeng, Hodeng, Hodenc, Houdan, Houdain, Hodent, Houdé.
L’origine de la seconde partie du nom s'explique par un nom de domaine appartenant aux Rollin, seigneurs d’Aimeries (Nord de la France).

## Géographie

### Morphologie urbaine

#### Quartiers et lieux-dits
- Le Marais.
- Saint-Nicolas.
- Vent de Bise.
- Coron Balasse.
- Coron Grand-Peine.
- Bois du Luc.
- La Tombelle.
- Bignault.
- Pont du Sart.
- Duquette.
- Coron.
- Coron des Choux.

## Évolution démographique
- Sources : INS, Rem. : 1831 jusqu'en 1970 = recensements, 1976 = nombre d'habitants au 31 décembre.

## Histoire
Divers vestiges des âges de la pierre et du fer ainsi que de la période romaine ont été retrouvés sur le territoire d’Houdeng-Aimeries mais c’est surtout vers le XIIe siècle que l’on peut en savoir plus sur la localité.
Au début de la féodalité, Houdeng appartenait à la seigneurie du Roeulx et il en fut ainsi jusqu’à la mort du dernier seigneur du Roeulx en 1336. Il existait en même temps une maison noble : les seigneurs de Houdeng. Parmi ceux-ci, la postérité a retenu Nicolas de Houdeng qui acquis le bois du Luz (devenu bois du Luc par la suite) et a donc, pour la première fois, mêlé la destinée de Bois-du-Luc à celle d’Houdeng.
Cependant, bien que les seigneurs de Houdeng soient nobles, ils n’étaient pas propriétaires de la terre qui porte leur nom ; ce privilège revenait au comte du Hainaut.
Le domaine de Houdeng appartient ensuite à des seigneurs flamands (famille d’Abcoude de Gaesbeek). Au XVe siècle, ceux-ci décident de vendre la terre de Houdeng ; son acheteur n’est pas n’importe qui. En effet, il s’agit de Nicolas Rolin, chancelier de Bourgogne et bras droit de Philippe le Bon. Rolin était un grand mécène ; il créa avec son épouse les hospices de Beaune en Côte-d’Or (la tradition affirme que lorsqu’un Houdinois d’Aimeries se rend à Beaune, un accueil chaleureux lui est toujours réservé. Ces deux régions n’étaient elles pas unies dans un passé plus ou moins lointain ?).
Mais la connaissance de cet homme influent ne nous est pas seulement parvenue par ses réalisations charitables ; en effet, le célèbre peintre Van Eyck nous a restitué les traits du chancelier dans La Vierge du chancelier Rolin ; en observant les vêtements du personnage, on peut un peu mieux comprendre l’amour démesuré que Nicolas Rolin portait aux fastes. Il décéda en 1462.
Après cette petite parenthèse concernant Nicolas Rolin, revenons à Houdeng-Aimeries.
La fin du XVIIe siècle est marquée par les guerres de Louis XIV contre l’Europe coalisée ; comme beaucoup de localités du Hainaut, Houdeng-Aimeries va souffrir de ces nombreuses campagnes. C’est pourquoi de nombreux habitants ont dû se réfugier où ils le pouvaient et laisser derrière eux leurs habitations et leurs récoltes.
Depuis le XIIIe siècle, du charbon était extrait à Houdeng-Aimeries. Le site minier du Bois-du-Luc est le témoignage vivant de l'avenir qui devait être réservé à l'exploitation charbonnière sur le territoire d'Aimeries.
La commune de Houdeng-Aimeries possédait, en 1733, un collège avec un pensionnat fondé par D. Leclercq. Grâce à cet établissement, beaucoup d’employés furent formés pour la région. En 1839, il fut fermé puis rouvert quelques mois plus tard. Une école moyenne succéda à cet établissement (1851) ainsi qu’une école industrielle (la plus ancienne du Hainaut). Ces maisons pédagogiques apportèrent beaucoup à l’industrie et au commerce.
Avec la Révolution française, la féodalité disparut : il n’y eut donc plus de seigneurs à Houdeng (le dernier seigneur fut le marquis Alphonse de Wavrin Villers-au-Tertre ; sa dalle funéraire est dressée contre le mur extérieur de la sacristie). Leur habitation a disparu aussi. Actuellement, on pense que la Ferme de la Tourre était le manoir de la famille d’Houdeng. En effet, elle appartenait à cette époque aux seigneurs d’Houdeng ; de plus, la ferme se trouvait à proximité de l’église ; fait courant puisque cela permettait aux seigneurs de se rendre à l’office aisément même s’il existait une chapelle dans l’enceinte du château. Autre preuve, la ferme de la Tourre possédait une tour (utilisée dans les premiers temps comme tour de guet pour devenir ensuite un simple élément d’ornementation). Grâce à toutes ces justifications, il semble aisé de croire que la demeure des seigneurs de Houdeng était la ferme du château. Des fouilles pourraient être entreprises ; elles permettraient sûrement de mettre au jour des vestiges de l’ancienne propriété.
La création du Canal du Centre (1877) et des ascenseurs à bateaux favorisa le développement économique et touristique de la région. La localité d’Houdeng-Aimeries comprend l’ascenseur à bateaux no 2.

## Patrimoine et culture

### Patrimoine architectural
- Église Saint-Jean-Baptiste. Erigée en 1779 à la demande des religieux de l'abbaye de Saint-Denis-en-Broqueroie[4].
- Ascenseur no 2.
- Église Sainte-Barbe. Bâtie en 1905.

## Économie
Transports en commun : la localité est desservie par la bus 30 Anderlues - Morlanwelz - La Louvière - Strépy-Bracquegnies - Thieu. La commune est également desservie par la ligne de bus 82 du TEC Hainaut reliant Mons - Maurage - La Louvière - Morlanwelz - Trazegnies exploitée par le dépôt de La Louvière et celui de Mons. La ligne 37 atteint également la commune et relie la gare de La Louvière SUD à Houdeng-Aimeries via Haine-st-Pierre, Jolimont, La Louvière, Saint-Vaast, Bois-du-Luc. Jusqu'en 1986, ce sont les tramways vicinaux des lignes 30-31 et 80 qui traversaient la commune avec la même configuration que les actuelles lignes de bus, sauf que la ligne 80 reliait Charleroi à Maurage et n'atteignait plus Mons depuis août 1962.

## Galerie

Houdeng-Aimeries centre.
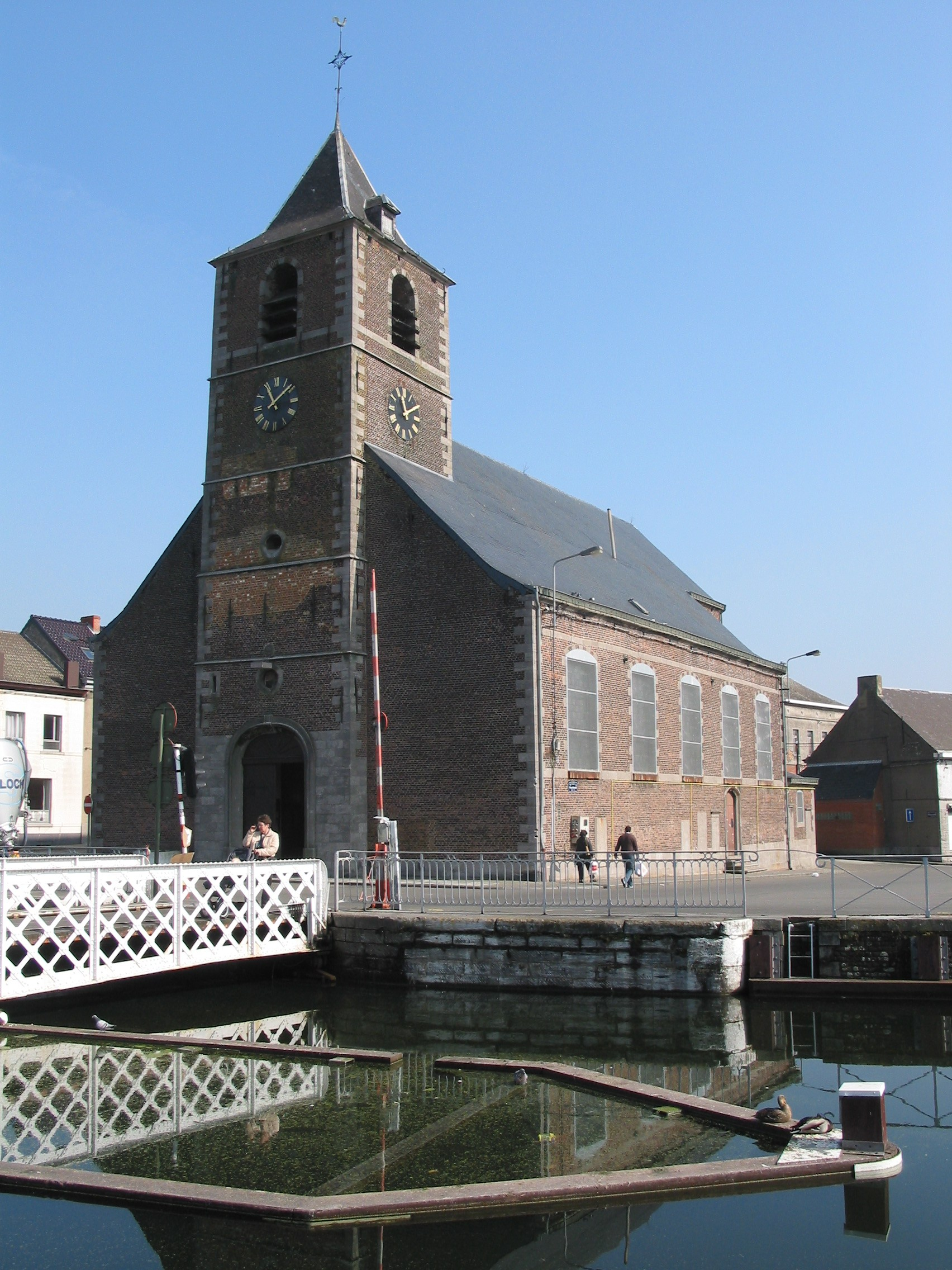
Église Saint-Jean-Baptiste (1777).
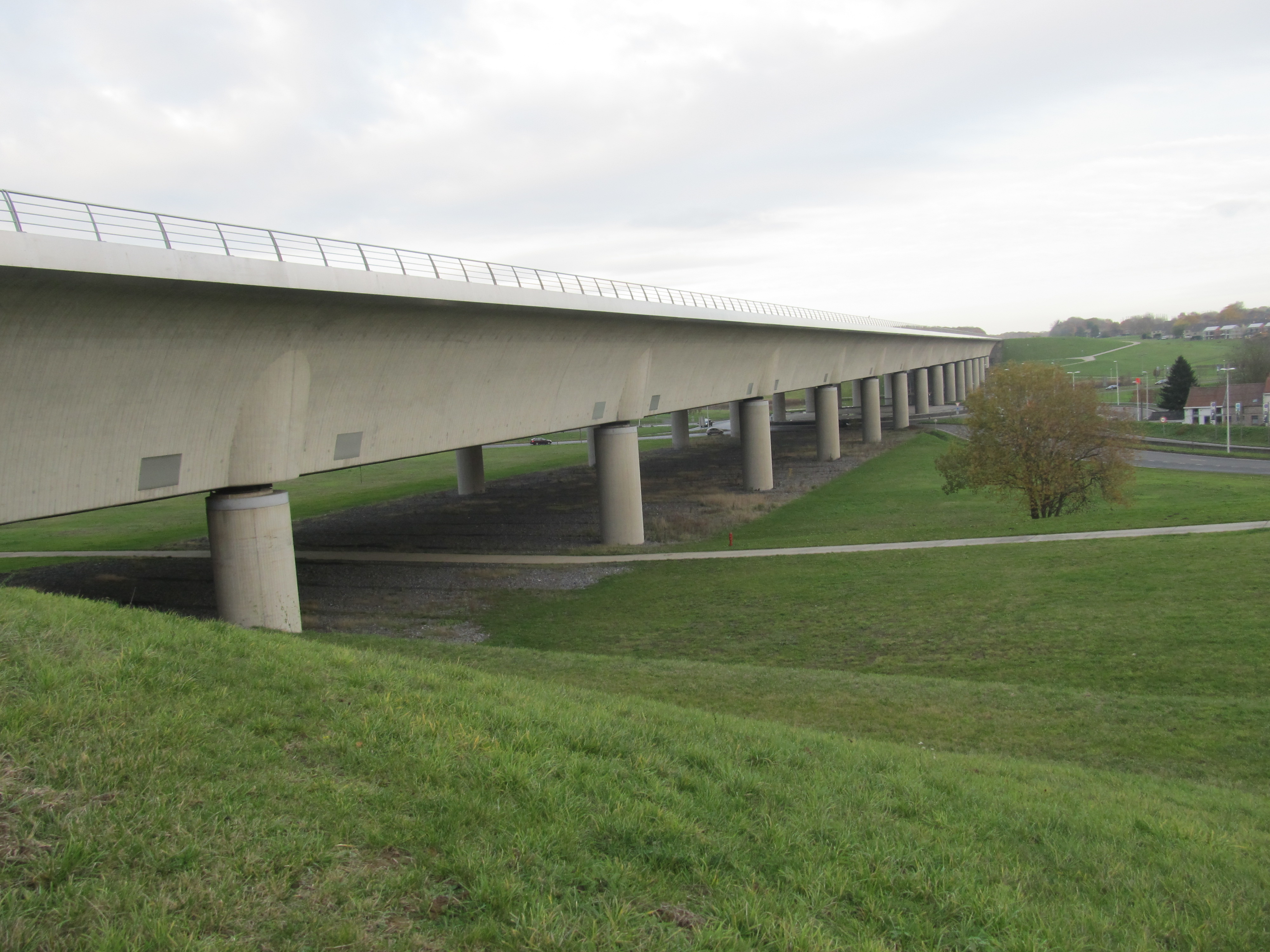
Pont-canal du Sart.
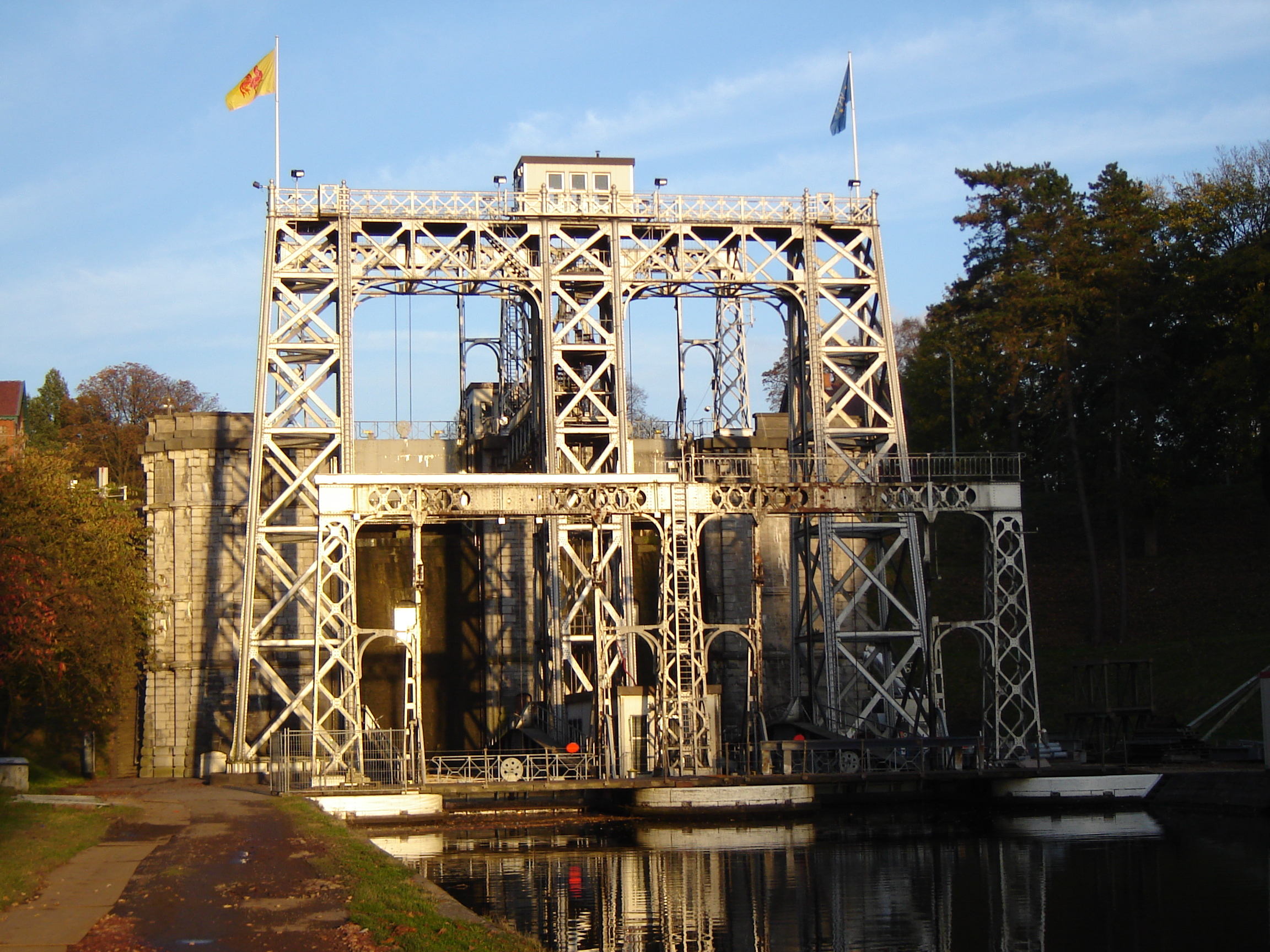
Ascenseur no 2 du canal historique du Centre.
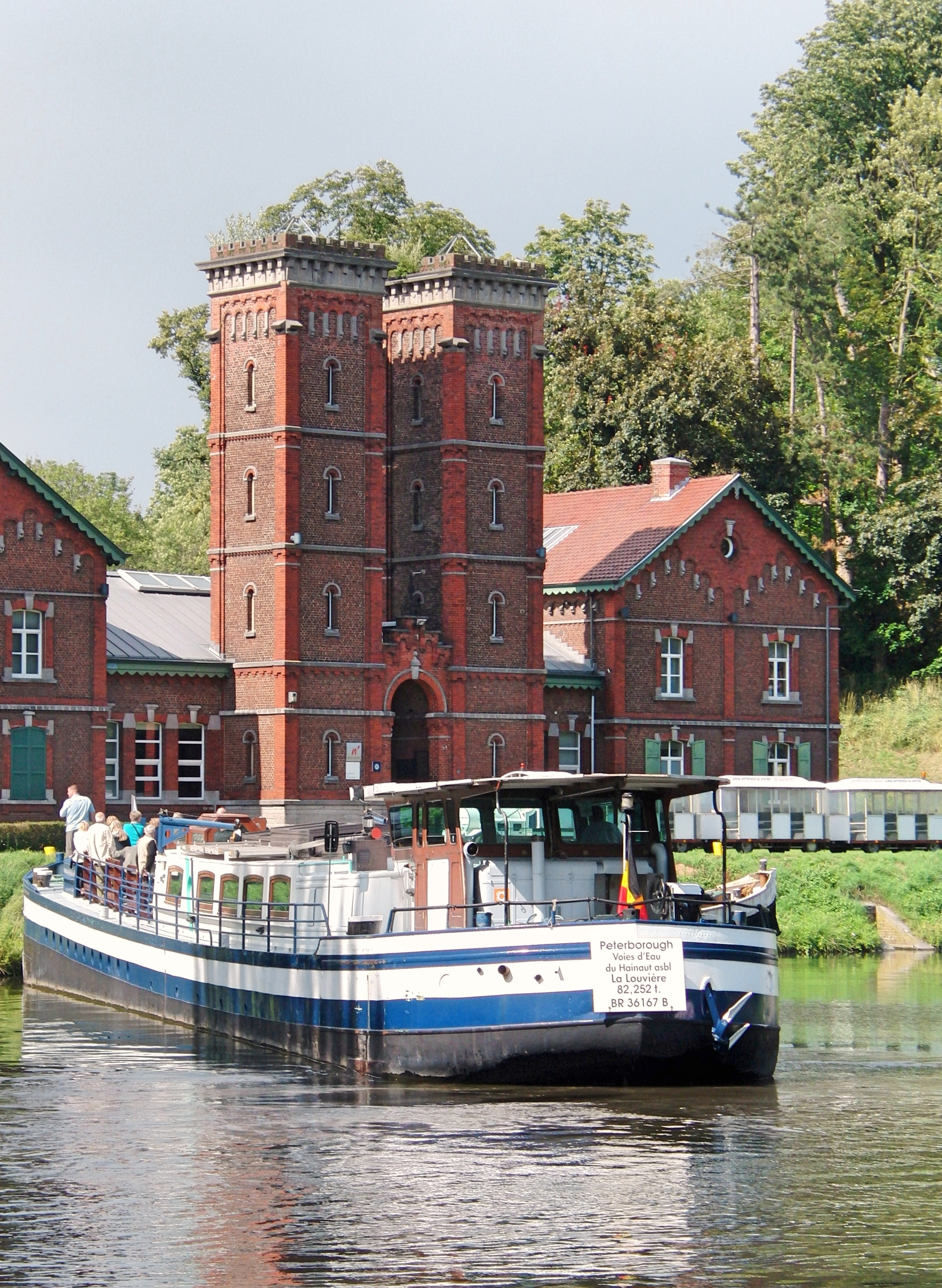
Salle des machines de l'ascenseur.

Le Bois-du-Luc.
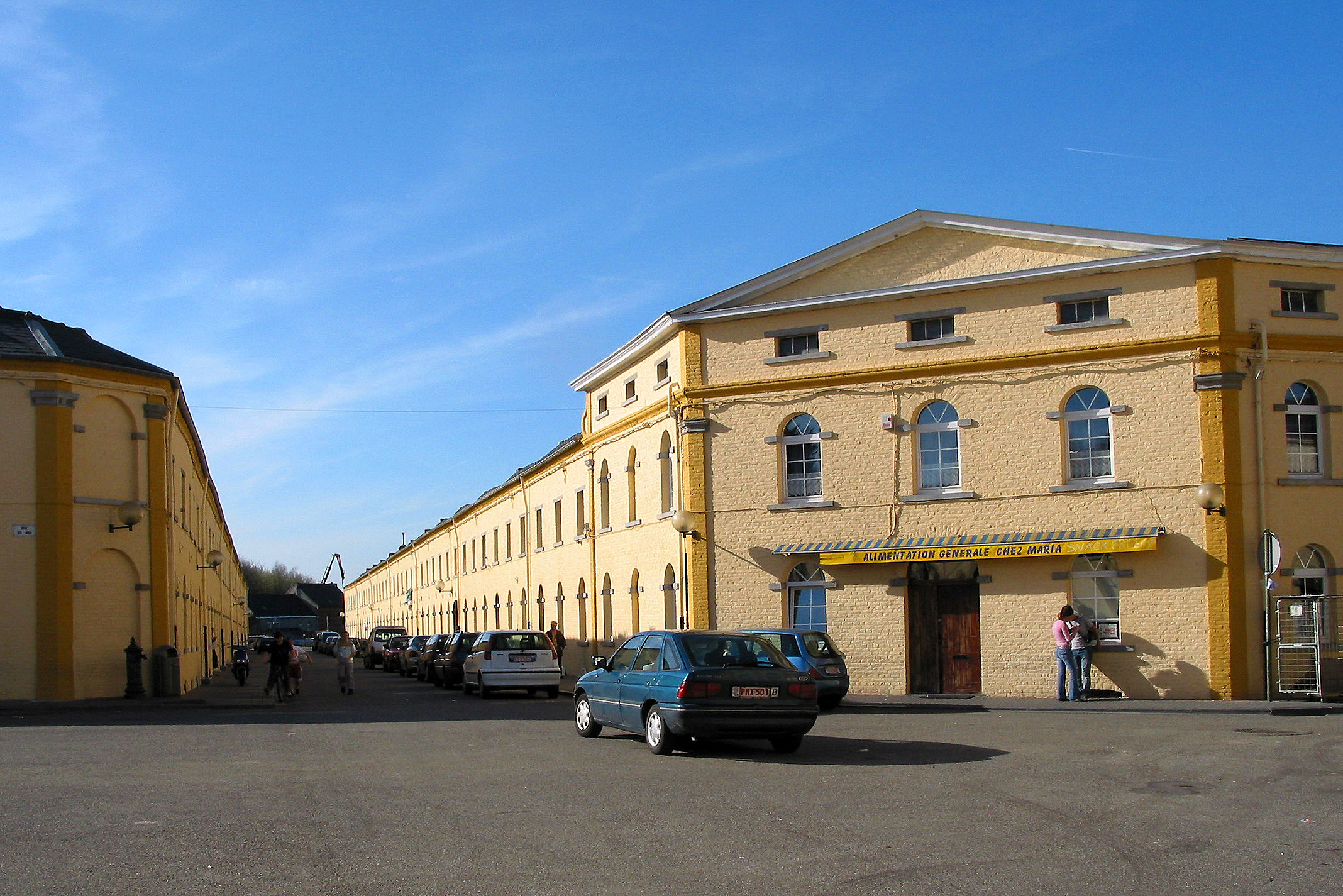
Cité ouvrière modèle du Bois-du-Luc (1838-1853).
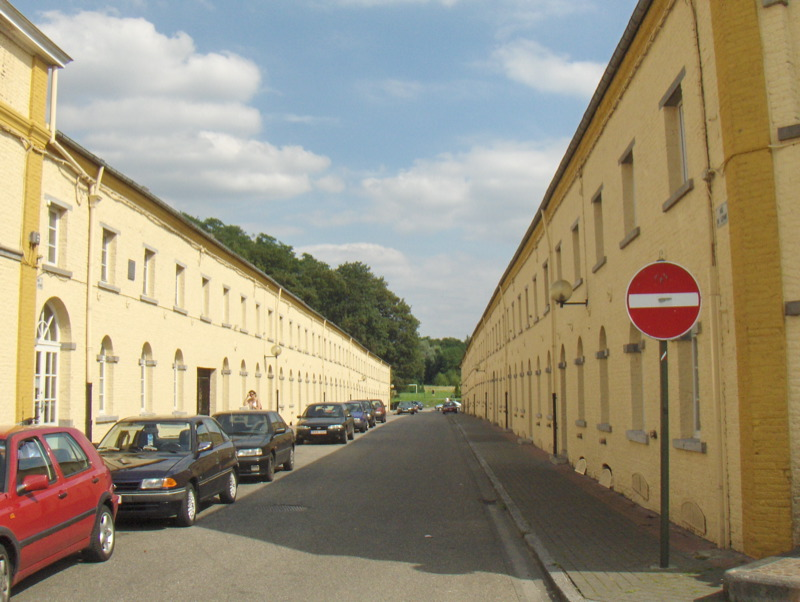
Une rue de la cité ouvrière du Bois-du-Luc.
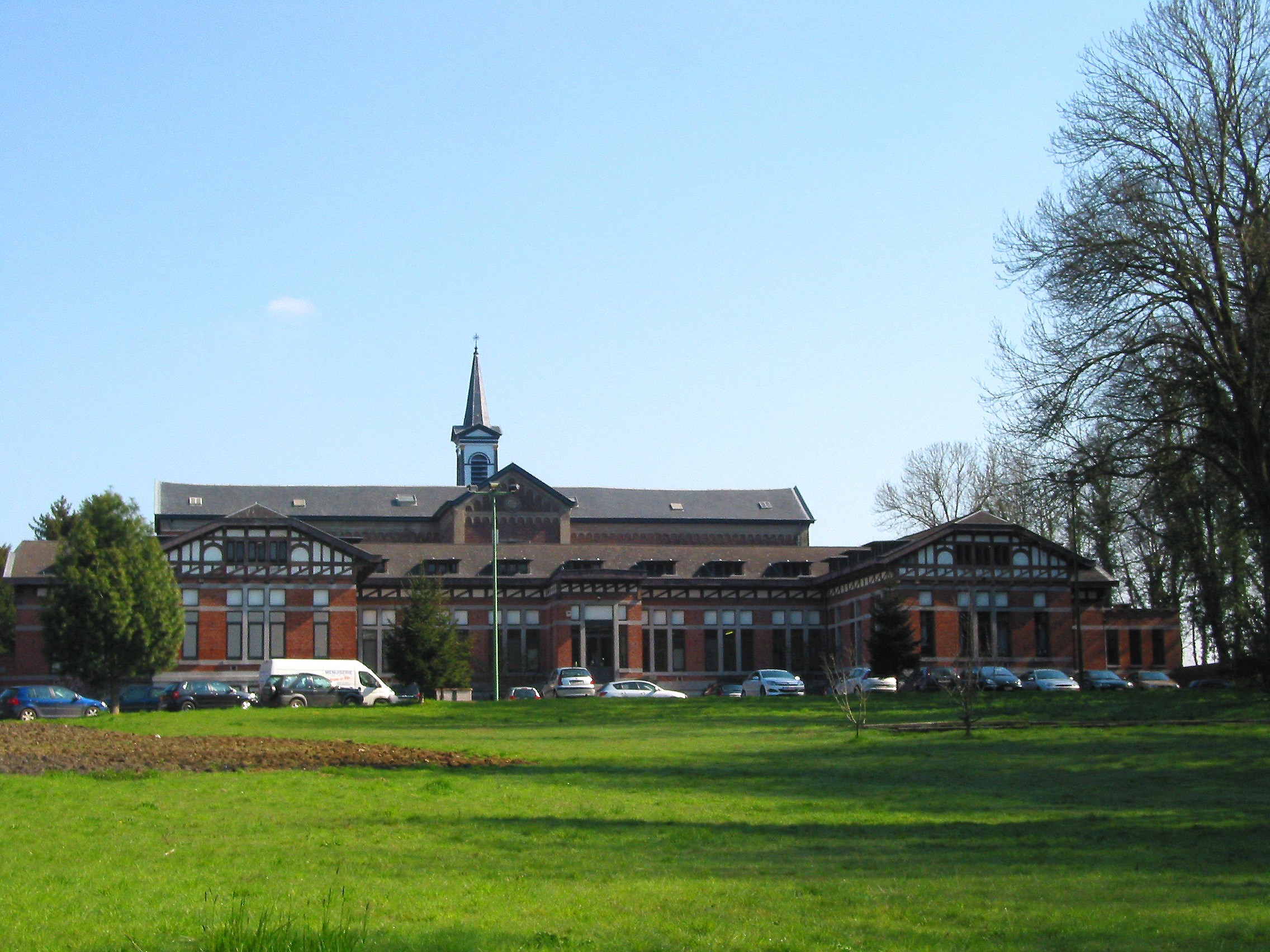
Hôpital, datant de 1909.
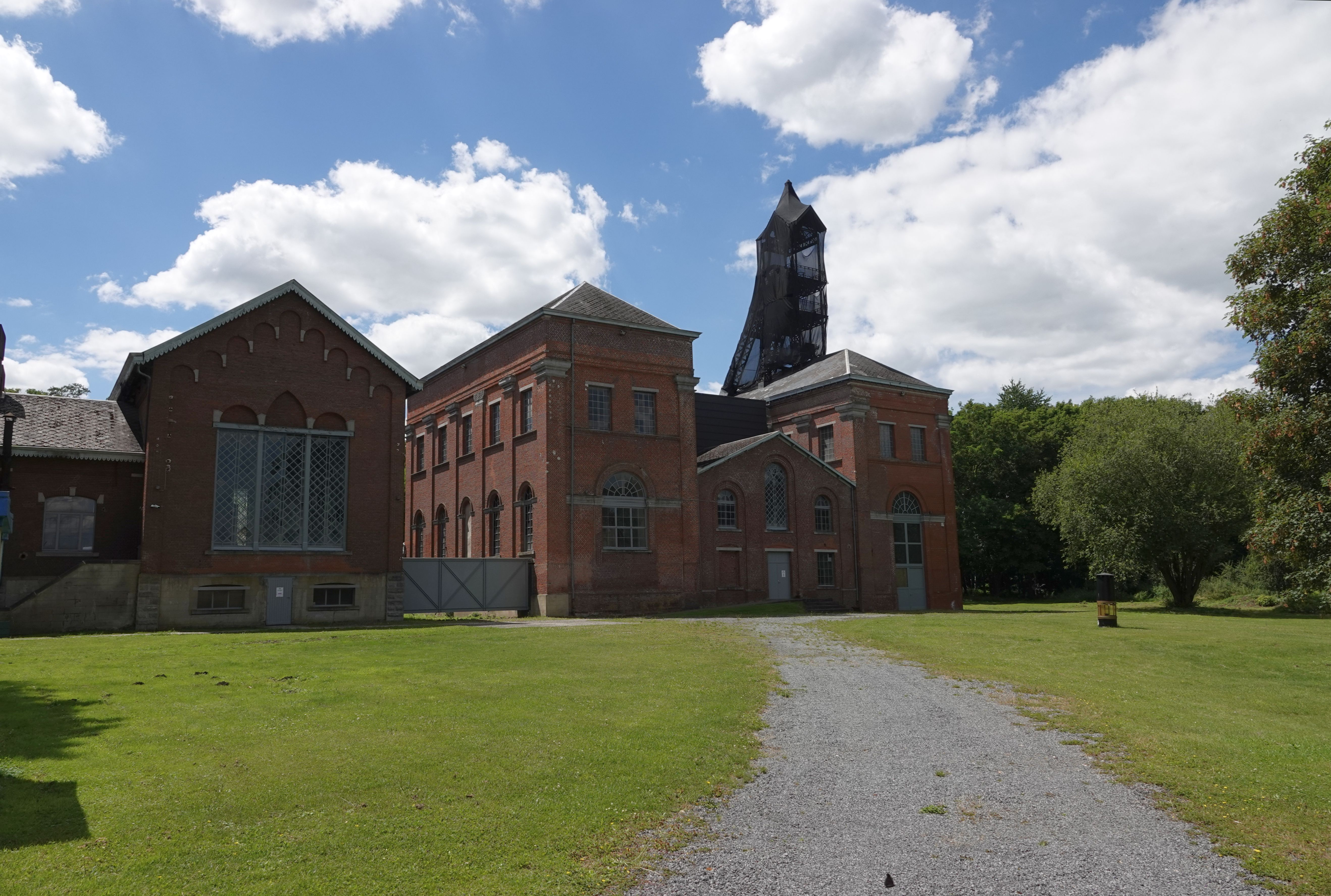
Musée de la mine.
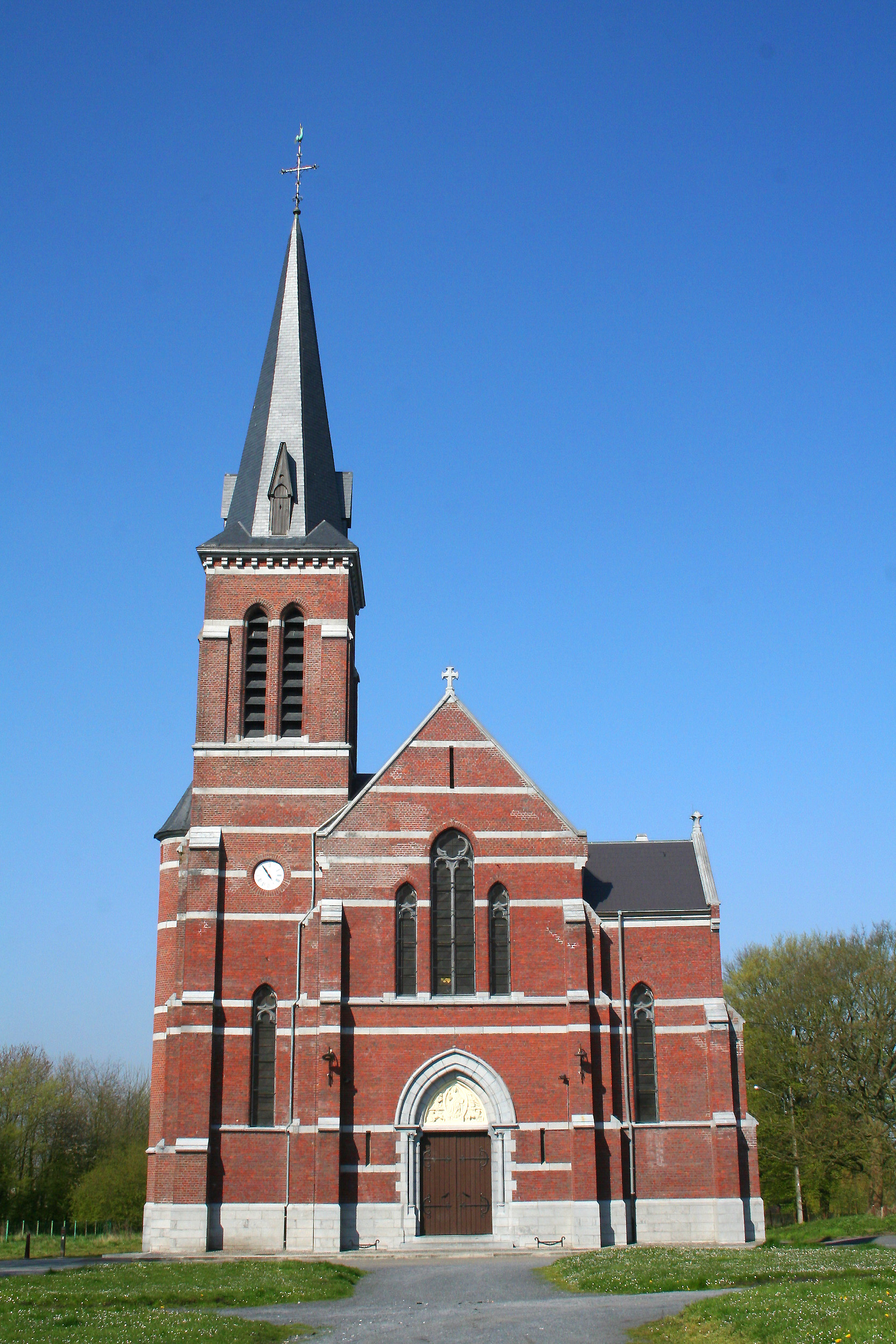
Église Sainte-Barbe (1905).

## Personnalités liées
- Jean Bricourt (1805-1879), homme politique belge, y est né.